# La Soga – Unschuldig geboren
La Soga – Unschuldig geboren ist ein Actionfilm aus dem Jahr 2009, der in der Dominikanischen Republik und in New York City spielt.

## Handlung
In Rückblenden wird die Geschichte von Luisito erzählt, der in die Fußstapfen seines Vaters treten und Metzger werden soll. Äußerst ausführlich zeigt der Film, wie dem sensiblen Jungen das Schlachten und Zerlegen eines Schweins beigebracht wird.
Noch als Kind wird Luisito Zeuge, wie sein Vater bei einem Streit um eine überfahrene Ziege von dem Drogendealer Rafael Diaz, kurz Rafa, erschossen wird. Als sich die Gelegenheit bietet, sticht der Junge einen von Rafas Männer nieder, wofür er im Gefängnis landet. General Colon holt ihn aus dem Gefängnis, bestärkt Luisito das richtige gemacht zu haben und schwört ihn auf den Kampf gegen Drogendealer ein.
Zusammen mit seinem Cousin Tavo arbeitet der erwachsene Luisito, der jetzt auch La Soga genannt wird, in einer Spezialeinheit von General Colon. Sie spüren Verbrecher und Drogendealer auf, die dann, ohne Verfahren, direkt vor Ort erschossen werden. Luisito ist immer noch besessen darauf Rache zu nehmen und Rafa zu töten. Obwohl er immer wieder den General darum bittet, ist Rafa nicht auf der Liste der Todeskandidaten.
Obwohl Luisito Vegetarier ist, arbeitet er nebenbei noch als Metzger. Als er für ein Fest ein Schwein schlachten soll, trifft er nach 20 Jahren seine Jugendliebe Jenny wieder. Für das Fest verspätet sich ihr Onkel, da er bei der Anreise überfallen und ausgeraubt wurde. Luisito gibt sich als Detektiv aus und besorgt die gestohlenen Pässe und Koffer wieder. Zwischen Jenny und Luisito prickelt es noch immer.
Als Luisito und Tavo einen Pädophilen aufsuchen, ihn aber verschonen sollen, weil der den General Colon bereits bezahlt hat, kommen bei Luisito erste Zweifel an den Befehlen von General Colon. Luisito möchte aus dem Job aussteigen. Bei einer Geiselnahme eskaliert die Situation und Luisito tötet vor laufender TV-Kamera einen bereits festgesetzten Geiselnehmer. Es kommt zum Bruch zwischen Jenny und Luisito.
Rafa, der sich in den USA aufgehalten hat, wurde abgeschoben und ist wieder zurück in der Dominikanischen Republik. Luisito dringt in das Haus von Rafa ein. Als er die Möglichkeit hat ihn zu töten, taucht dessen kleiner Sohn auf. Luisito verschont Vater und Sohn. Rafa beteuert, dass er nach seiner Verhaftung dem General Geld für Luisitos Familie gegeben hatte.
In der Zeitung ist zu lesen, dass La Soga einen Vater und seinen Sohn getötet hat. Luisito möchte die Wahrheit ans Licht bringen. Er sucht Kontakt zu einem Journalisten und dringt in das Büro von General Colon ein, um Beweise zu sammeln. Vor seiner Verhaftung kann Luisito gerade noch die Beweise an Jenny übergeben.

## Festivals
- Toronto International Film Festival
- Oldenburg International Film Festival
- Gent International Film Festival